# Papinsko vijeće za međureligijski dijalog
Papinsko vijeće za međureligijski dijalog (latinski: Pontificium Consilium pro Dialogo Inter Religiones) jedno je od papinskih vijeća (dikasterija) Rimske kurije, odgovorno za promicanje dijaloga između Katoličke Crkve i nekršćanskih religija. Prefekt je do smrti, u srpnju 2018., bio francuski kardinal Jean-Louis Tauran, čiji nasljednik još nije imenovan.
U duhu izjave Nostra Aestate 28. listopada 1965. za vrijeme Drugoga vatikanskog koncila, Papinsko vijeće za međureligijski dijalog dobilo je sljedeće odgovornosti:
- promicanje uzajamnog razumijevanja, poštovanja i suradnje između Katoličke Crkve i vjernika drugih religija,
- poticanje istraživanja religija,
- promicanje obuke pojedinaca za vođenje dijaloga.

## Povijest
Papinsko vijeće za međureligijski dijalog utemeljio je papa Pavao VI. 19. svibnja 1964. godine kao Tajništvo za nekršćane. Dana, 28. lipnja 1988., papa Ivan Pavao II. apostolskom konstitucijom Pastor Bonus dao je ovome papinskom vijeću trenutno ime i učinio je Vijeće sastavnim dijelom Rimske kurije.
Nigerijski kardinal Francis Arinze bio je prefekt Papinskoga vijeća za međureligijski dijalog 17 godina. Mnogo je putovao i postao popularan govornik posebno u Sjedinjenim Američkim Državama. Za svoj rad, kardinal Arinze je 1999. godine dobio zlatnu medalju od Međunarodnog vijeća za kršćane i Židove.
Godine 2006., papa Benedikt XVI. odlučio je da Papinsko vijeće za međureligijski dijalog postane dio Papinskoga vijeća za kulturu, ali ta je odluka poništena već 2007. godine.
Aktivnosti vijeća usmjerene su na zajedničke vrijednosti i interese vjernika i duhovnih vođa drugih religija. Papinsko vijeće za međureligijski dijalog posjećuje druge religije, održava sastanke i objavljuje izvješća tri puta godišnje.